# Arcon
Arcon este o companie producătoare de materiale de construcții din Sfântu Gheorghe, înființată în anul 1994.
Arcon este unul dintre cei mai mari producători de membrane bituminoase cu elastoplastomeri pentru hidroizolații, și are una dintre cele mai mari capacități de producție a polistirenului expandat din România.
Capacitatea maximă a fabricii de membrane Arcon este 20 de milioane de metri pătrați pe an, iar fabrica de polistiren expandat poate atinge anual un volum maxim de 500.000 de metri cubi.
Număr de angajați în 2010: 150
Cifra de afaceri în 2009: 86 milioane lei (20 milioane euro)